# Hamburgisches Welt-Wirtschafts-Archiv
Das Hamburgische Welt-Wirtschafts-Archiv (kurz: HWWA) in Hamburg war ein unabhängiges, staatlich finanziertes wirtschaftswissenschaftliches Forschungsinstitut mit großer Fachbibliothek und Dokumentation. Das HWWA gehörte bis Ende 2006 zu den sechs großen Wirtschaftsinstituten in der Bundesrepublik Deutschland. Zum 1. Januar 2007 wurde der Arbeitsbereich Bibliothek des HWWA mit der Deutschen Zentralbibliothek für Wirtschaftswissenschaften (ZBW) zusammengeführt.

## Geschichte

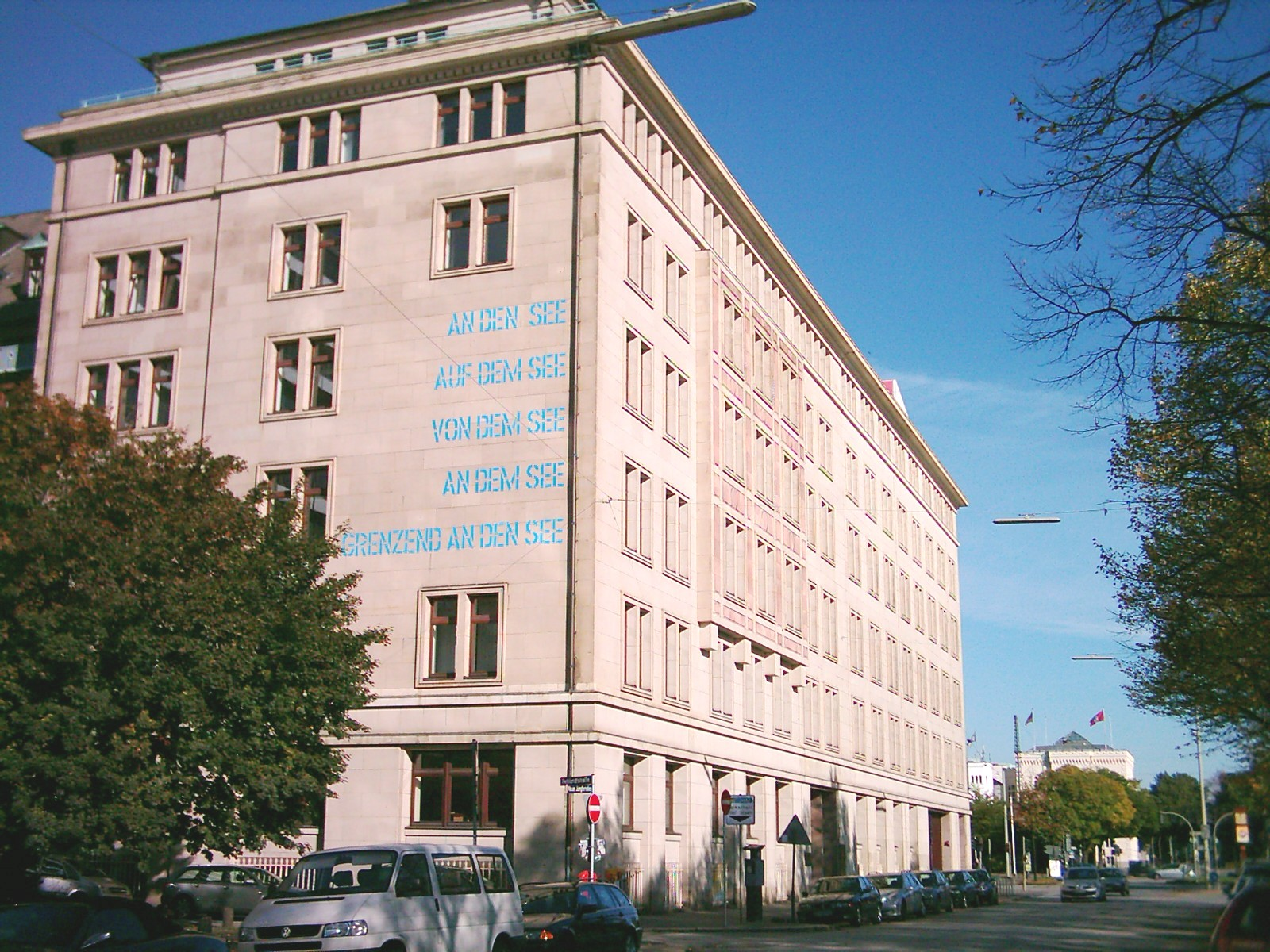
Sitz des HWWA am Neuen Jungfernstieg in Hamburg

Das Archiv wurde 1908 als zentrale Forschungsstelle des „Kolonialinstituts“ in Hamburg gegründet. Dessen Aufgaben bestanden zunächst darin, Informationen über die wirtschaftliche und soziale Entwicklung insbesondere in den überseeischen Ländern für die Wirtschaft, Wissenschaft, Medien und Staatsverwaltung bereitzustellen. Unter anderem baute das Institut dafür eine riesige Zeitungsausschnittsammlung auf. Nach 1945 befand sich das HWWA zunächst im Gebäude Alte Post und begann eigene Forschung zu betreiben. Später zog das Institut in das ehemalige Esso-Gebäude am Jungfernstieg und wurde im Zuge eines zunehmend sich verbreiternden Tätigkeitsfelds in der Wirtschafts- und Politikberatung 1970 in „HWWA-Institut für Wirtschaftsforschung“ umbenannt. Den zuletzt gültigen Namen Hamburgisches Welt-Wirtschafts-Archiv trug das Institut nach dem Ersten Weltkrieg schon einmal. Seit Juni 2000 war das Institut eine Stiftung des öffentlichen Rechts. Das HWWA wurde nach einer sogenannten negativen Evaluierung durch den Senat der Leibniz-Gemeinschaft im Jahr 2004 zum 31. Dezember 2006 per Stiftungsauflösungsgesetz aufgelöst.
Direktoren und Präsidenten des HWWA ab 1945
- 1945: Andreas Predöhl (22. Mai – 28. August 1945), kommissarischer Direktor
- 1945: Heinrich Waltz (1945–1946), komm. Direktor
- 1946: Paul Heile (1946–1948), komm. Direktor
- 1948: Clodwig Kapferer (1948–1964), Direktor
- 1964: Heinz-Dietrich Ortlieb (1964–1978), Direktor
- 1978: Armin Gutowski (1978–1987), Präsident
- 1987: Hans-Jürgen Schmahl (1987–1989), Präsident
- 1989: Erhard Kantzenbach (1989–1996), Präsident
- 1996: Hans-Eckart Scharrer (1996–?), komm. Präsident
- 1997: Hans-Werner Sinn erhält den Ruf als Präsident des HWWA
- 1998: Hans-Werner Sinn lehnt die Berufung auf die HWWA-Präsidentenstelle ab
- 1999: Thomas Straubhaar (1999–2006), Präsident

## Strukturen
Es war ein Institut der Wissenschaftsgemeinschaft Gottfried Wilhelm Leibniz, ehemals „Blaue Liste“. Es wurde je zur Hälfte durch den Bund und die Bundesländer finanziert. Über die Förderung entschied wie bei allen Instituten der Leibniz-Gemeinschaft ausschließlich die Bund-Länder-Kommission für Bildungsplanung und Forschungsförderung.
Das HWWA bestand aus einem Informationsbereich und einem Forschungsbereich.
Ein Nutzerbeirat unterstützte die Arbeit des Informationsbereichs. Die Forschungstätigkeit und die Dienstleistungen wurden von einem Wissenschaftlichen Beirat begleitet.
Der Informationsbereich bestand aus den Abteilungen Bibliothek, Dokumentation und Informationsdienste. Eine Besonderheit bildete die öffentlich zugängliche Pressedokumentation. Der Personalbestand lag bei ca. 80 Mitarbeitern (Stand 2005).
Die wissenschaftliche Öffentlichkeitsarbeit des Forschungsbereichs bestand in der Herausgabe wirtschaftspolitischer Zeitschriften (Wirtschaftsdienst und Intereconomics), periodischer Berichte und des Hamburger Jahrbuchs für Wirtschafts- und Gesellschaftspolitik.
Die Verfolgung der gesteckten Ziele wurden von sieben Forschungsabteilungen mit je drei bis vier Forschergruppen wahrgenommen. Die sieben Abteilungen waren: Internationale Währungsentwicklung, Weltkonjunktur und Rohstoffmärkte, Wirtschaftsraum Europa, Migration, Welthandel und Entwicklung, Klimapolitik und der Querschnitts-Schwerpunkt „Deutschland 2030“. Der Personalbestand im Forschungsbereich lag bei ca. 70 Mitarbeitern (Stand 2005).

## Informationsbereich (Bibliothek/Dokumentation)
Der Informationsbereich des Instituts mit den Abteilungen Bibliothek, Dokumentation und Informationsdienste diente mit seinen umfangreichen Literatursammlungen und seinen Dienstleistungen nicht nur der Forschungsarbeit des Instituts, sondern stand im Sinne des Grundauftrags des Institutes der Öffentlichkeit lokal und überregional (Online-Datenbanken) zur Verfügung.
Der Informationsbereich des HWWA wurde zum 1. Januar 2007 in die Deutsche Zentralbibliothek für Wirtschaftswissenschaften integriert und ergänzt den bisherigen Sammelschwerpunkt der ZBW, der auf der Volkswirtschaftslehre lag, um die Literatur zur Betriebswirtschaftslehre sowie der Branchenliteratur.

## Forschungsbereich
Der arbeitsteilige Ansatz legte das Schwergewicht auf die Erforschung der Interdependenz der wirtschaftlichen Entwicklung der Bundesrepublik und ihrer weltwirtschaftlichen Verflechtungen. Die Bandbreite der Forschungen, die z. T. als Auftragsforschung durchgeführt wurden, reichte von branchenbezogenen Analysen der Weltkonjunktur, der internationalen Handelspolitik über Problemstellungen der weltwirtschaftlichen Integration der Entwicklungsländer und der Wirtschaftspolitik der EU-Länder, bis hin zu kleineren Analysen zur Wirtschaftsstruktur und Entwicklung in Norddeutschland. Als besondere Schwerpunkte hatten sich die internationale Klimaforschung und die Migrationsforschung herausgebildet.
Seit 1989 waren die Entwicklungen in den neuen Bundesländern und die Transformationsprozesse der mittel- und osteuropäischen Länder zum Aufgabenbereich des HWWA hinzugekommen. Im Auftrag des Bundeswirtschaftsministeriums wurde die Wettbewerbsentwicklung in den neuen Bundesländern beobachtet sowie die wirtschaftliche und soziale Entwicklung und ordnungspolitischen Veränderungen der baltischen Staaten dokumentiert und aufbereitet.

## Auflösung
Im Juni 2003 durchlief das HWWA turnusmäßig eine Evaluierung durch die Leibniz-Gemeinschaft. Der anschließend erstellte, online zugängliche WGL-Evaluierungsbericht kritisierte mehrfach die Führungsebene des HWWA-Informationsbereichs. Der WGL-Senat empfahl daraufhin im März 2004 der Bund-Länder-Kommission für Bildungsplanung und Forschungsförderung, den Arbeitsbereich Bibliothek in die Deutsche Zentralbibliothek für Wirtschaftswissenschaften in Kiel einzugliedern. Eine Empfehlung zum Forschungsteil wurde auf einen späteren Zeitpunkt verschoben.
Im Juni 2005 legte der Senat der Leibniz-Gemeinschaft als abschließende Empfehlung zum HWWA-Forschungsbereich fest, dass das HWWA als eigenständige Einrichtung nicht weiter gefördert werden sollte und dass seine Forschungsabteilungen nicht in das Institut für Weltwirtschaft integriert werden sollten.  Die Bund-Länder-Kommission für Bildungsplanung und Forschungsförderung beschloss auf der Grundlage dieser Empfehlung am 21. November 2005, die Förderung mit Ende des Jahres 2006 auslaufen zu lassen.
Die Auflösung wurde zum 31. Dezember 2006 per Stiftungsauflösungsgesetz bestätigt. Der Informationsbereich wurde zum 1. Januar 2007 in die Deutsche Zentralbibliothek für Wirtschaftswissenschaften (ZBW) integriert.
Teile des Forschungsbereiches werden im HWWI, das 2005 gegründet wurde, weitergeführt.